# Čukotsko more
Čukotsko more (ruski: Чукотское море) rubno je more Arktičkog oceana. Nalazi se između Čukotskog poluotoka i sjeverozapadne Aljaske. Beringov prolaz spaja ga s Beringovim morem i Tihim oceanom. Površina mu iznosi 582 000 km², prosječna dubina 77 m, a slanost od 24 do 32‰. Plovidba je moguća oko 4 mjeseca godišnje (od lipnja do listopada). Naziv je dobilo prema narodu Čukči, koji obitava na obalama mora i na Čukotskom poluotoku. U njegovu podmorju nalaze se znatne zalihe nafte i prirodnoga plina.